# Amine Boukhlouf
Amine Boukhlouf (Batna, 30 januari 1984) is een Algerijns voetballer die momenteel uitkomt voor USM Annaba dat uitkomt in het Algerian Championnat National, de hoogste voetbalcompetitie van Algerije.
Hij startte zijn loopbaan in zijn thuisstad Batna bij MSP Batna en speelde nadien nog bij NA Hussein Dey, OMR El Annasser, opnieuw MSP Batna, CA Batna en uiteindelijk zijn huidige club USM Annaba.
Boukhlouf speelde 6 wedstrijden voor het Algerijnse beloftenelftal.

## Clubs
- 2005–2006 :  MSP Batna
- 2006–2007 :  NA Hussein Dey
- 2007–2008 :  OMR El Annasser
- 2008      :  MSP Batna
- 2008–2010 :  CA Batna
- 2010–...  :  USM Annaba

## Palmares
- Beker van Algerije: 1

2009-2010